# Johann Franz Xaver Sterkel
Pour les articles homonymes, voir Sterkel.
Johann Franz Xaver Sterkel (Wurtzbourg, 3 décembre 1750 – Wurtzbourg, 12 octobre 1817) est un compositeur, pianiste et organiste bavarois.

## Biographie
Doué dès son jeune âge, Sterkel étudia avec A. Kette et avec Weismandel à Wurtzbourg où il étudia à l’université à partir de 1764. Quatre ans plus tard, il devint organiste du chapitre de Neumünster et fut ordonné prêtre en 1774, ce qui ne l’empêcha pas de poursuivre sa carrière musicale.
Après s’être produit à la cour de Wurtzbourg, il fut invité à celle de l'électorat de Mayence en passant par Mannheim. À la fin de l'année 1779, il fut envoyé en Italie où sa visite des principales villes, dans lesquelles il se produisit comme pianiste, lui fit gagner en maturité. En 1782, il passa quelques semaines avec le Padre Martini avant de regagner Mayence.
Après l'invasion française en octobre 1792, Sterkel fut chanoine à Sainte-Marie aux Marches et maître de chapelle à Mayence jusqu'en 1797. Il passa ensuite quelques années à Wurtzbourg, puis à Ratisbonne. Sterkel, qui suivit alors Charles-Théodore de Dalberg à Aschaffenbourg lorsque celui-ci devint Grand-duc de Francfort, devint son directeur musical jusqu'en 1814. Il visita Munich avant de retourner à Wurtzbourg où il demeura jusqu’à son décès.

## Œuvres
Sterkel, reconnu comme compositeur et comme pianiste, fut également réputé comme professeur. Son œuvre compte une vingtaine de symphonies et six concertos pour piano ; 45 trios à clavier, un quintette à cordes et un quatuor à clavier, 26 sonates pour pianoforte ou clavecin et violon; environ 70 pages pour piano ; ainsi que de la musique vocale, tant sacrée que profane.

## Discographie
- Seid menschlich, froh und gut : Lieder sur des poèmes de Johann Heinrich Voss – Ulf Bästlein, baryton ; Sascha el Mouissi, piano (6-9 avril 2016, Grammola Records) (OCLC 1017759339)
- Symphonies et Ouverture a grand orchestre - L'arte del mondo, dir. Werner Ehrhardt (DHM)
- Divertissement, op. 48 dans Keyboard sonatas from the 18th century – Martin Galling, piano (2016, SWRmusic) (OCLC 1000613803) — avec des œuvres de Mozart, Paradies, Friedrich Wilhelm Rust et Étienne-Nicolas Méhul.
- Sonates pour pianoforte et violon, op. 25, 33…  – Meret Lüthi (de), violon et Els Biesemans (de), pianoforte (janvier 2017, Ramée RAM 1701)
- Concerto pour piano en ré majeur, op. 26 no 1 – Yorck Kronenberg, fortepiano ; Capriccio Baroque Orchestra, dir. Dominik Kiefer (octobre 2021, Tudor) (OCLC 1373612355) — avec le 20e de Mozart et le 9e de Martini.
- Trio en la majeur, op. 6 no 3 dans Galant night fever (octobre 2022, Arcana) (OCLC 1453301205) — avec des œuvres de Ernst Eichner, Hans Hinrich Zielche, Wenzel Pichl, Joseph Schmitt et Haydn.